# Qasaman
Qasaman (in arabo قَسَمًا‎?, Giuriamo) è l'inno nazionale dell'Algeria. Fu adottato nel 1963, poco dopo l'indipendenza. Il testo è stato scritto da Mufdi Zakariah nel 1956 quando era imprigionato dalle forze coloniali francesi. Lo scrisse col sangue sui muri della cella 69. La musica è dell'egiziano Mohamed Fawzi. Il testo riferisce della Francia, ex-colonizzatrice.

## Testo
| Arabo | Traslitterazione | Traduzione |
| --- | --- | --- |
| قسما بالنازلات الماحقات و الدماء الزاكيات الطاهرات و البنود اللامعات الخافقات في الجبال الشامخات الشاهقات نحن ثرنا فحياة أو ممات و عقدنا العزم أن تحيا الجزائر فاشهدوا... فاشهدوا... فاشهدوا... نحن جند في سبيل الحق ثرنا و إلى استقلالنا بالحرب قمنا لم يكن يصغى لنا لما نطقنا فاتخذنا رنة البارود وزنا و عزفنا نغمة الرشاش لحنا وعقدنا العزم أن تحيا الجزائر فاشهدوا... فاشهدوا... فاشهدوا... يا فرنسا قد مضى وقت العتاب و طويناه كما يطوى الكتاب يا فرنسا ان ذا يوم الحساب فاستعدي وخذي منا الجواب ان في ثورتنا فصل الخطاب و عقدنا العزم ان تحيا الجزائر فاشهدوا... فاشهدوا... فاشهدوا... نحن من أبطالنا ندفع جندا و على أشلائنا نصنع مجدا و على أرواحنا نصعد خلدا و على هاماتنا نرفع بندا جبهة التحرير أعطيناك عهدا و عقدنا العزم أن تحيا الجزائر فاشهدوا... فاشهدوا... فاشهدوا... صرخة الأوطان من ساح الفدا فاسمعوها واستجيبوا للندا و اكتبوها بدماء الشهدا و اقرأوها لبني الجيل غدا قد مددنا لك يا مجد يدا و عقدنا العزم أن تحيا الجزائر فاشهدوا... فاشهدوا... فاشهدوا... | Qasaman bi-n-nāzilāti l-māḥiqāt Wa-d-dimāʾi z-zākiyāti ṭ-ṭāhirāt Wa-l-bunūdi l-lāmiʿāti l-khāfiqāt Fi-l-jibāli sh-shāmikhāti sh-shāhiqāt Naḥnu thurnā fa-ḥayātun ʾaw mamāt Wa-ʿaqadnā al-ʿazma ʾan taḥyā l-Jazāʾir Fa-shhadū! Fa-shhadū! Fa-shhadū! Naḥnu jundun fi sabīli l-ḥaqqi thurnā Wa ʾila stiqlālinā bi-l-ḥarbi qumnā Lam yakun yuṣğā lanā lamā naṭaqnā Fa-ttakhadhnā rannata l-bārūdi waznā. Wa-ʿazafnā nağamata r-rashshāshi laḥnā Wa-ʿaqadnā al-ʿazma ʾan taḥyā l-Jazāʾir Fa-shhadū! Fa-shhadū! Fa-shhadū! Yā Faransā, qad maḍā waqtu l-ʿitāb Wa-ṭawaynāhu kamā yuṭwā l-kitāb Yā Faransā ʾinna dhā yawmu l-ḥisāb Fa-staʿiddī wa-khudhī minnā l-jawāb ʾInna fī thawratinā faṣlu l-khiṭāb Wa-ʿaqadnā al-ʿazma ʾan taḥyā l-Jazāʾir Fa-shhadū! Fa-shhadū! Fa-shhadū! Naḥnu min ʾabṭālinā nadfaʿu jundā Wa-ʿala ʾashlaʾinā naṣnaʿu majdā. Wa-ʿala ʾarwāḥinā naṣʿadu khuldā. Wa-ʿala hāmātinā narfaʿu bandā. Jabhatu t-Taḥrīri ʾaʿṭaynāki ʿahdā. Wa-ʿaqadnā al-ʿazma ʾan taḥyā l-Jazāʾir Fa-shhadū! Fa-shhadū! Fa-shhadū! Ṣarkhatu l-ʾawṭāni min sāḥi l-fidā Ismaʿūhā wa-stajībū li-n-nidā Wa-ktubūhā bi-dimāʾi sh-shuhadāʾ Wa-qraʾūhā li-banī l-jayli ğadā. Qad madadnā laka yā majdu yadā Wa-ʿaqadnā al-ʿazma ʾan taḥyā l-Jazāʾir Fa-shhadū! Fa-shhadū! Fa-shhadū! | Giuriamo sul tuono annienta, Sul virtuoso e profumato sangue, Sugli scintillanti e fluttuanti stendardi, sulle ripide e maestose montagne, che alla rivoluzione sollevammo in vita o in morte e scegliemmo che l'Algeria dovesse vivere Ne siate testimoni!Ne siate testimoni!Ne siate testimoni! Siam soldati in nome della giustizia che si rivoltò per la nostra indipendenza si sollevò la guerra. non ne parlammo con nessuno che non volesse ascoltare prendemmo i tamburi delle pistole com' nostro ritmo il suono dei fucili com' nostra melodia, e decidemmo che l'Algeria dovesse vivere - Ne siate testimoni!Ne siate testimoni!Ne siate testimoni! O Francia, l'era della sottomissione è passata La chiudemmo come un libro; O Francia,l'ora della riscossa è vicina Preparati alla nostra risposta! nella nostra rivoluzione finiscono le chiacchiere vuote; e decidemmo che l'Algeria dovesse vivere- Ne siate testimoni!Ne siate testimoni!Ne siate testimoni! Dai nostri eroi faremo un esercito sui nostri morti avemmo la gloria Le nostre anime saranno immortali Leveremo in alto sulle teste la nostra bandiera Al fronte di liberazione giurammo fedeltà e decidemmo che l'Algeria dovesse vivere Ne siate testimoni!Ne siate testimoni!Ne siate testimoni! Il grido della Patria dai campi di battaglia. Ascoltate e ottemprate! che sia scritto col sangue dei martiri e leggibile dalle generazioni future. O Gloria,ti porgiamo la nostra mano, e decidemmo che l'Algeria dovesse vivere Ne siate testimoni!Ne siate testimoni!Ne siate testimoni! |